# Lego Cars 2
Lego Cars 2 er en produktlinje produceret af den danske legetøjskoncern LEGO, baseret på animationsfilmen Biler 2 (2011). Det blev solgt med licens fra The Walt Disney Company og Pixar. Temaet blev introduceret i 2011.
Inden lanceringen af Lego Cars 2, blev undertemaet Duplo Cars lanceret baseret på Biler 2006) som en del af Duplo i 2010. I 2017 blev undertemaet Lego Juniors Cars 3 lanceret som en del af Lego Juniors og Duplo baseet på Biler 3 (2017).